# Roméo Lavia
Roméo Lavia (* 6. Januar 2004 in Brüssel) ist ein belgischer Fußballspieler, der aktuell für den FC Chelsea spielt.

## Vereinskarriere

### Anfänge in Belgien
Lavia wechselte 2012 in die Jugendabteilung des RSC Anderlecht. Bei einem internationalen Jugendwettbewerb in Belgien für Spieler unter 15 Jahren wurde Pep Guardiola erstmals auf ihn aufmerksam. Der Trainer von Manchester City wurde vom belgischen Spieler Kevin De Bruyne zum Turnier eingeladen, welches auch nach ihm mit dem Namen KDB Cup benannt ist.

### Wechsel nach England
Lavia spielte nach seinem Wechsel 2020 zu Manchester City in der U18- und U23-Mannschaft. Für die U18-Mannschaft spielte Lavia 2020/21 zwei Spiele im FA Youth Cup, jedoch schied seine Mannschaft in der vierten Runde mit 0:1 gegen den FC Everton aus. Die U18-Mannschaft von ManCity gewann die Premier League North und spielte im Finale am 22. Mai 2021 gegen den FC Fulham. Manchester gewann das Spiel mit 3:1, wobei Lavia Kapitän war. Zuvor hatte er in der U18-Liga bereits elf Spiele in der Startelf (eins als Kapitän) gespielt. In der Premier-League-2-Saison 2020/21 stand er in 15 Spielen auf dem Platz und traf einmal. Die U23-Mannschaft von Manchester City gewann auch dort die Meisterschaft.
Im Sommer 2021 begann Lavia mit der ersten Mannschaft zu trainieren und wurde Teil des UCL-Kaders. Am 15. September 2021 saß Lavia beim 6:3-Heimsieg gegen RB Leipzig in der UEFA Champions League erstmals für die erste Mannschaft auf der Bank, kam jedoch nicht zum Einsatz. Sechs Tage später debütierte er für die erste Mannschaft im EFL Cup beim 6:1-Heimsieg gegen die Wycombe Wanderers. 2021 war er einer von 60 Talenten der „Next Generation“-Liste von The Guardian.

### Profidebüt in Southampton
Zur Saison 2022/23 wechselte Lavia innerhalb der Premier League zum FC Southampton, bei dem er einen Vertrag bis zum 30. Juni 2027 unterschrieb. Im August 2023 wurde er für eine Summe von 62,1 Millionen Euro vom FC Chelsea unter Vertrag genommen.

## Nationalmannschaft
Lavia spielt seit 2019 für belgische Juniorenauswahlen, zunächst für die U15 und U16, in der Saison 2021/22 für die U19. Im Juni 2022 debütierte er in der belgischen U-21-Auswahl.
Für das Qualifikationsspiel zur Europameisterschaft gegen Schweden und das Freundschaftsspiel gegen Deutschland Ende März 2023 wurde Lavia von Nationaltrainer Domenico Tedesco erstmalig in den Kader der A-Nationalmannschaft nominiert und kam gegen Deutschland zu seinem Länderspieldebüt.

## Erfolge
- FIFA-Klub-Weltmeister: 2025
- Conference-League-Sieger: 2025
- Premier-League 2-Meister: 2021
- U18-Premier-League-Meister: 2021